# حسن رحیمی
حسن سبزعلی رحیمی (زادهٔ ۲۵ خرداد ۱۳۶۸) کشتی‌گیر پیشین ایرانی است که در دسته‌های ۵۵ و ۵۷ کیلوگرم کشتی آزاد رقابت می‌کرد. حسن رحیمی برندهٔ مدال برنز المپیک ۲۰۱۶ ریو و قهرمان مسابقات قهرمانی کشتی جهان در سال ۲۰۱۳ است. او همچنین نایب‌قهرمان جهان در ۲۰۱۵ و قهرمان مسابقات قهرمانی کشتی آسیا ۲۰۱۲ است.

## زندگی شخصی
حسن رحیمی کودکی و نوجوانی خود را در محلهٔ یافت آباد در منطقهٔ ۱۸ تهران سپری کرده است. برادر بزرگ‌ترش کشتی‌گیر بود و او نیز مانند برادرش به سمت فعالیت در کشتی گام نهاد. نخستین مربی او رضا جان بود و پس از نقل مکان به جاده ساوه زیر نظر رسول دهقان‌نژاد به کشتی خود ادامه داد. رحیمی در رشتهٔ تربیت بدنی در مقطع کارشناسی دانشگاه آزاد اسلامی واحد یادگار امام خمینی در شهر ری تحصیل کرده است.

## فعالیت ورزشی

### سال‌های ابتدایی
حسن رحیمی ورزش کشتی را از ۱۱ سالگی آغاز کرد و با پشتکار فراوان توانست در مدت کوتاهی توانایی‌های خود در این عرصه را به اثبات برساند. وی با غلبه بر حریفان خود از جمله عباس دباغی پیراهن تیم ملی را به تن کرد. فنی که او در آن مهارت دارد گرفتن مچ پا است و در مسابقات مختلف حریفان خود را با این فن آزار داده است. در سال ۲۰۰۹ موفق شد مدال برنز قهرمانی کشتی آسیا را کسب کند، او همچنین توانست در مسابقات قهرمانی کشتی جهان ۲۰۱۱ مدال برنز را از آن خود کند. در سال ۲۰۱۲ او توانست مدال طلا قهرمانی کشتی آسیا را کسب کند اما در المپیک ۲۰۱۲ توسط آمیت کومار از دور رقابت‌ها حذف شد.

### المپیک ۲۰۱۲ لندن
حسن رحیمی نماینده وزن ۵۵ کیلوگرم کشورمان پس از پیروزی در دور نخست مقابل بایاراگین نارانباتار کشتی‌گیر مغول در دور دوم برابر آمیت کومار از هند شکست خورد. آمیت کومار هندی در یک‌چهارم نهایی مقابل ولادیمیر خینچگاشویلی از گرجستان شکست خورد تا حسن رحیمی شانسی برای ادامه کار نداشته باشد و حذف شود.

### قهرمانی جهان ۲۰۱۳
حسن رحیمی پس از استراحت در دور نخست در دور دوم رسول کالیف از قزاقستان را با نتیجه ۷ بر صفر (ضربه فنی) شکست داد و راهی مرحله بعد شد. وی در دور سوم هم با نتیجه ۹ بر ۲ از سد کیم سونگ-کون از کره جنوبی گذشت و راهی مرحله یک‌چهارم نهایی شد. رحیمی در این مرحله آلتینبک آلمبائف از قرقیزستان را با نتیجه ۷ بر صفر شکست داد و گام به نیمه‌نهایی گذاشت. وی برای حضور در دیدار پایانی با نتیجه ۹ بر صفر مقابل نریمان اسرافیلف از روسیه به پیروزی رسید و فینالیست شد. رحیمی در فینال با نتیجه ۲ بر یک آمیت کومار از هند را شکست داد و مدال طلا را بر گردن آویخت. رحیمی که در المپیک لندن با شکست مقابل کومار از کسب مدال بازمانده بود نه تنها انتقام شکست المپیک را از این کشتی‌گیر گرفت بلکه بعد از ۴۲ سال کشتی آزاد ایران را در وزن اول صاحب مدال طلا کرد.

### قهرمانی جهان ۲۰۱۴
حسن رحیمی در دور نخست با نتیجه ۷ بر صفر (ضربه فنی) و پیش از پایان ۳ دقیقه اول، مقابل لوان مترولی از اسپانیا به پیروزی دست یافت. نماینده کشورمان در دور بعد هم با نتیجه ۱۰ بر ۲ میکلا ایوازیان از اوکراین را شکست داد و گام به یک‌چهارم نهایی گذاشت. رحیمی در این مرحله در حالی‌که با نتیجه ۷ بر یک از ویکتور لبدوف، دارنده ۲ مدال طلای جهان از روسیه پیش بود در نهایت با ضربه فنی به پیروزی رسید و جواز حضور در نیمه‌نهایی را کسب کرد، اما در این مرحله با نتیجه ۵ بر ۵ مغلوب یانگ کیونگ-ایل، قهرمان سال ۲۰۰۹ جهان و دارنده مدال برنز المپیک لندن از کره‌شمالی شد و شانس حضور در فینال و کسب مدال طلا را از دست داد. رحیمی برای کسب مدال برنز در دیدار رده‌بندی با نتیجه ۷ بر ۴ از سد یوکی تاکاهاشیاز ژاپن گذشت و به مدال برنز دست یافت.

### بازی‌های آسیایی ۲۰۱۴
حسن رحیمی در دور نخست با نتیجه ۱۰ بر صفر مقابل اسمات نادربک اولو از قرقیزستان به پیروزی دست یافت. نماینده رحیمی در دور بعد به جونسیک یون از کره‌جنوبی باخت و پس از شکست این کشتی‌گیر به حریف قزاقستانی بخت حضور در شانس مجدد را پیدا نکرد و از بازی‌های آسیایی حذف شد.

### قهرمانی جهان ۲۰۱۵
رحیمی در دور نخست مقابل پدرو مجیاس از ونزوئلا ۴ بر ۳ به برتری رسید و در دومین مبارزه نیز اسدالله لاچینائو از بلاروس را ۷ بر صفر شکست داد. نماینده وزن ۵۷ کیلوگرم ایران در ادامه مقابل تونی راموس از آمریکا به روی تشک رفت و در پایان موفق شد با نتیجه ۳ بر یک مقابل کشتی‌گیر کشور میزبان به برتری دست یابد. او در مرحله یک چهارم نهایی مقابل جونگ هاک جین قهرمان بازی‌های آسیایی ۲۰۱۴ از کره شمالی ۵ بر ۳ به پیروزی رسید و راهی نیمه نهایی شد و سهمیه المپیک ۲۰۱۶ را کسب کرد. وی در مرحله ماقبل فینال نیز مقابل ویکتور لبدوف دارنده ۲ مدال طلای جهان از روسیه در یک کشتی برتر با نتیجه ۵ بر یک پیروز شد. حسن رحیمی آزادکار وزن ۵۷ کیلوگرم ایران که یک مدال طلا و دو برنز جهان را در کارنامه خود دارد در دیدار نهایی این وزن به مصاف ولادیمر خینچگاشویلی دارنده مدال نقره المپیک از گرجستان رفت و و در حالی که در ثانیه‌های پایانی ۴ بر ۱ از حریف پیش بود درفاصله ۱۵ ثانیه مانده به پایان مبارزه با سر زیر بقل حریف خود ۴ امتیاز از دست داد و در نهایت این مبارزه را ۵ بر ۴ به حریف خود واگذار کرد و نایب قهرمان جهان شد.

### المپیک ۲۰۱۶ ریو
حسن رحیمی در گروه دوم، پس از استراحت در دور نخست در دور دوم مقابل گارنیک مناتساکانیان از ارمنستان با نتیجه ۱۱ بر صفر به پیروزی رسید. وی در دور بعد نیز در یک کشتی زیبا با نتیجه ۶ بر یک ویکتور لبدوف قهرمان جهان از روسیه را شکست داد و راهی مرحله نیمه نهایی شد. رحیمی برای حضور در دیدار فینال به مصاف ری هیگوچی از ژاپن رفت اما با نتیجه ۱۰ بر ۵ مغلوب این کشتی‌گیر جوان شد و راهی دیدار رده‌بندی شد. حسن رحیمی در دیدار رده‌بندی یولیس بون از کوبا را ضربه فنی کرد و به مدال برنز رسید.

## افتخارات
- جام جهانی ۲۰۱۷ - ۵۷ ک‌گ
- بازی‌های المپیک تابستانی ۲۰۱۶ - ۵۷ ک‌گ
- قهرمانی جهان ۲۰۱۵ - ۵۷ ک‌گ
- جام جهانی ۲۰۱۵ - ۵۷ ک‌گ
- قهرمانی جهان ۲۰۱۴ - ۵۷ ک‌گ
- جام جهانی ۲۰۱۴ - ۵۷ ک‌گ
- قهرمانی جهان ۲۰۱۳ - ۵۵ ک‌گ
- جام جهانی ۲۰۱۳–۵۵ ک‌گ
- جایزه بزرگ اسپانیا ۲۰۱۲–۵۵ ک‌گ
- قهرمانی آسیا ۲۰۱۲ - ۵۵ ک‌گ
- قهرمانی جهان ۲۰۱۱ - ۵۵ ک‌گ
- جام جهانی ۲۰۱۱–۵۵ ک‌گ
- جام تختی ۲۰۱۱–۵۵ ک‌گ
- قهرمانی نظامی جهان ۲۰۱۰–۵۵ ک‌گ
- جام جهانی ۲۰۱۰–۵۵ ک‌گ
- قهرمانی جوانان جهان ۲۰۰۹–۵۵ ک‌گ
- قهرمانی آسیا ۲۰۰۹ - ۵۵ ک‌گ
- جام تختی ۲۰۰۹–۵۵ ک‌گ
- قهرمانی جوانان جهان ۲۰۰۸–۵۵ ک‌گ
- قهرمانی جوانان آسیا ۲۰۰۸–۵۵ ک‌گ

## نتایج مسابقات
| مسابقات قهرمانی جهان و المپیک | مسابقات قهرمانی جهان و المپیک | مسابقات قهرمانی جهان و المپیک | مسابقات قهرمانی جهان و المپیک | مسابقات قهرمانی جهان و المپیک | مسابقات قهرمانی جهان و المپیک | مسابقات قهرمانی جهان و المپیک | مسابقات قهرمانی جهان و المپیک |
| نتیجه                         | رکورد                         | هماورد                        | امتیاز                        | تاریخ                         | رویداد                        | مکان                          | نتیجه                         |
| ----------------------------- | ----------------------------- | ----------------------------- | ----------------------------- | ----------------------------- | ----------------------------- | ----------------------------- | ----------------------------- |
| برد                           | ۲۵–۶                          | یولیس بون                     | ۹–۰                           | ۱۹ اوت ۲۰۱۶                   | بازی‌های المپیک ۲۰۱۶           | ریو دو ژانیرو، برزیل          | در ۵۷ ک‌گ                      |
| باخت                          | ۲۴–۶                          | ری هیگوچی                     | ۵–۱۰                          | ۱۹ اوت ۲۰۱۶                   | بازی‌های المپیک ۲۰۱۶           | ریو دو ژانیرو، برزیل          | در ۵۷ ک‌گ                      |
| برد                           | ۲۴–۵                          | ویکتور لبدوف                  | ۶–۱                           | ۱۹ اوت ۲۰۱۶                   | بازی‌های المپیک ۲۰۱۶           | ریو دو ژانیرو، برزیل          | در ۵۷ ک‌گ                      |
| برد                           | ۲۳–۵                          | گارنیک مناتساکانیان           | ۱۳–۰                          | ۱۹ اوت ۲۰۱۶                   | بازی‌های المپیک ۲۰۱۶           | ریو دو ژانیرو، برزیل          | در ۵۷ ک‌گ                      |
| باخت                          | ۲۲–۵                          | ولادیمر خینچگاشویلی           | ۴–۵                           | ۱۰ سپتامبر ۲۰۱۵               | قهرمانی جهان ۲۰۱۵             | لاس وگاس، ایالات متحده آمریکا | در ۵۷ ک‌گ                      |
| برد                           | ۲۲–۴                          | ویکتور لبدوف                  | ۵–۰                           | ۱۰ سپتامبر ۲۰۱۵               | قهرمانی جهان ۲۰۱۵             | لاس وگاس، ایالات متحده آمریکا | در ۵۷ ک‌گ                      |
| برد                           | ۲۱–۴                          | جونگ هاک جین                  | ۵–۳                           | ۱۰ سپتامبر ۲۰۱۵               | قهرمانی جهان ۲۰۱۵             | لاس وگاس، ایالات متحده آمریکا | در ۵۷ ک‌گ                      |
| برد                           | ۲۰–۴                          | تونی راموس                    | ۳–۱                           | ۱۰ سپتامبر ۲۰۱۵               | قهرمانی جهان ۲۰۱۵             | لاس وگاس، ایالات متحده آمریکا | در ۵۷ ک‌گ                      |
| برد                           | ۱۹–۴                          | اسدالله لاچینائو              | ۷–۰                           | ۱۰ سپتامبر ۲۰۱۵               | قهرمانی جهان ۲۰۱۵             | لاس وگاس، ایالات متحده آمریکا | در ۵۷ ک‌گ                      |
| برد                           | ۱۸–۴                          | پدرو خسوس رودریگز             | ۴–۳                           | ۱۰ سپتامبر ۲۰۱۵               | قهرمانی جهان ۲۰۱۵             | لاس وگاس، ایالات متحده آمریکا | در ۵۷ ک‌گ                      |
| برد                           | ۱۷–۴                          | یوکی تاکاهاشی                 | ۷–۴                           | ۸ سپتامبر ۲۰۱۴                | قهرمانی جهان ۲۰۱۴             | تاشکند، ازبکستان              | در ۵۷ ک‌گ                      |
| باخت                          | ۱۶–۴                          | یانگ کیونگ-ایل                | ۴–۵                           | ۸ سپتامبر ۲۰۱۴                | قهرمانی جهان ۲۰۱۴             | تاشکند، ازبکستان              | در ۵۷ ک‌گ                      |
| برد                           | ۱۶–۳                          | ویکتور لبدوف                  | ۷–۰                           | ۸ سپتامبر ۲۰۱۴                | قهرمانی جهان ۲۰۱۴             | تاشکند، ازبکستان              | در ۵۷ ک‌گ                      |
| برد                           | ۱۵–۳                          | میکولا آیوازیان               | ۱۰–۲                          | ۸ سپتامبر ۲۰۱۴                | قهرمانی جهان ۲۰۱۴             | تاشکند، ازبکستان              | در ۵۷ ک‌گ                      |
| برد                           | ۱۴–۳                          | لوان میترولی وارتانوف         | ۵–۰                           | ۸ سپتامبر ۲۰۱۴                | قهرمانی جهان ۲۰۱۴             | تاشکند، ازبکستان              | در ۵۷ ک‌گ                      |
| برد                           | ۱۳–۳                          | آمیت کومار                    | ۲–۱                           | ۱۶ سپتامبر ۲۰۱۳               | قهرمانی جهان ۲۰۱۳             | بوداپست، مجارستان             | در ۵۵ ک‌گ                      |
| برد                           | ۱۲–۳                          | نریمان اسرافیلف               | ۹–۰                           | ۱۶ سپتامبر ۲۰۱۳               | قهرمانی جهان ۲۰۱۳             | بوداپست، مجارستان             | در ۵۵ ک‌گ                      |
| برد                           | ۱۱–۳                          | التینبک الینبایف              | ۷–۰                           | ۱۶ سپتامبر ۲۰۱۳               | قهرمانی جهان ۲۰۱۳             | بوداپست، مجارستان             | در ۵۵ ک‌گ                      |
| برد                           | ۱۰–۳                          | سونگ ون کیم                   | ۹–۲                           | ۱۶ سپتامبر ۲۰۱۳               | قهرمانی جهان ۲۰۱۳             | بوداپست، مجارستان             | در ۵۵ ک‌گ                      |
| برد                           | ۹–۳                           | رسول کالیف                    | ۷–۰                           | ۱۶ سپتامبر ۲۰۱۳               | قهرمانی جهان ۲۰۱۳             | بوداپست، مجارستان             | در ۵۵ ک‌گ                      |
| باخت                          | ۸–۳                           | آمیت کومار                    | ۲–۲                           | ۱۰ اوت ۲۰۱۲                   | بازی‌های المپیک ۲۰۱۲           | لندن، بریتانیا                | هشتم در ۵۵ ک‌گ                 |
| برد                           | ۸–۲                           | نارانباتار بایارا             | ۵–۰                           | ۱۰ اوت ۲۰۱۲                   | بازی‌های المپیک ۲۰۱۲           | لندن، بریتانیا                | هشتم در ۵۵ ک‌گ                 |
| برد                           | ۷–۲                           | نیکولاس سیمونس                | ۵–۰                           | ۱۶ سپتامبر ۲۰۱۱               | قهرمانی جهان ۲۰۱۱             | استانبول، ترکیه               | در ۵۵ ک‌گ                      |
| برد                           | ۶–۲                           | ولادیمیر خینچگاشویلی          | ۹–۲                           | ۱۶ سپتامبر ۲۰۱۱               | قهرمانی جهان ۲۰۱۱             | استانبول، ترکیه               | در ۵۵ ک‌گ                      |
| برد                           | ۵–۲                           | ولادیسلاو آندریو              | ۳–۰                           | ۱۶ سپتامبر ۲۰۱۱               | قهرمانی جهان ۲۰۱۱             | استانبول، ترکیه               | در ۵۵ ک‌گ                      |
| باخت                          | ۴–۲                           | رادوسلاو ولیکوف               | ۹–۱                           | ۱۶ سپتامبر ۲۰۱۱               | قهرمانی جهان ۲۰۱۱             | استانبول، ترکیه               | در ۵۵ ک‌گ                      |
| برد                           | ۴–۱                           | یانگ کیونگ ایل                | ۳–۲                           | ۱۶ سپتامبر ۲۰۱۱               | قهرمانی جهان ۲۰۱۱             | استانبول، ترکیه               | در ۵۵ ک‌گ                      |
| برد                           | ۳–۱                           | آندری دوکوف                   | ۴–۰                           | ۱۶ سپتامبر ۲۰۱۱               | قهرمانی جهان ۲۰۱۱             | استانبول، ترکیه               | در ۵۵ ک‌گ                      |
| باخت                          | ۲–۱                           | فرانک چامیزو                  | ۰–۳                           | ۱۰ سپتامبر ۲۰۱۰               | قهرمانی جهان ۲۰۱۰             | مسکو، روسیه                   | دهم در ۵۵ ک‌گ                  |
| برد                           | ۲–۰                           | بساریون گوچاشویلی             | ۳–۱                           | ۱۰ سپتامبر ۲۰۱۰               | قهرمانی جهان ۲۰۱۰             | مسکو، روسیه                   | دهم در ۵۵ ک‌گ                  |
| برد                           | ۱–۰                           | آدریان هایدوک                 | ۲–۰                           | ۱۰ سپتامبر ۲۰۱۰               | قهرمانی جهان ۲۰۱۰             | مسکو، روسیه                   | دهم در ۵۵ ک‌گ                  |